# El Porvenir (Atlántida)
El Porvenir – gmina (municipio) w północnym Hondurasie, w departamencie Atlántida. W 2010 roku zamieszkana była przez ok. 22,5 tys. mieszkańców. Siedzibą administracyjną jest miasto El Porvenir.

## Położenie
Gmina położona jest w środkowej części departamentu. Graniczy z 3 gminami:
- San Francisco od zachodu,
- La Ceiba od wschodu,
- Olanchito od południa.

Od północy obszar ogranicza Morze Karaibskie.

## Miejscowości

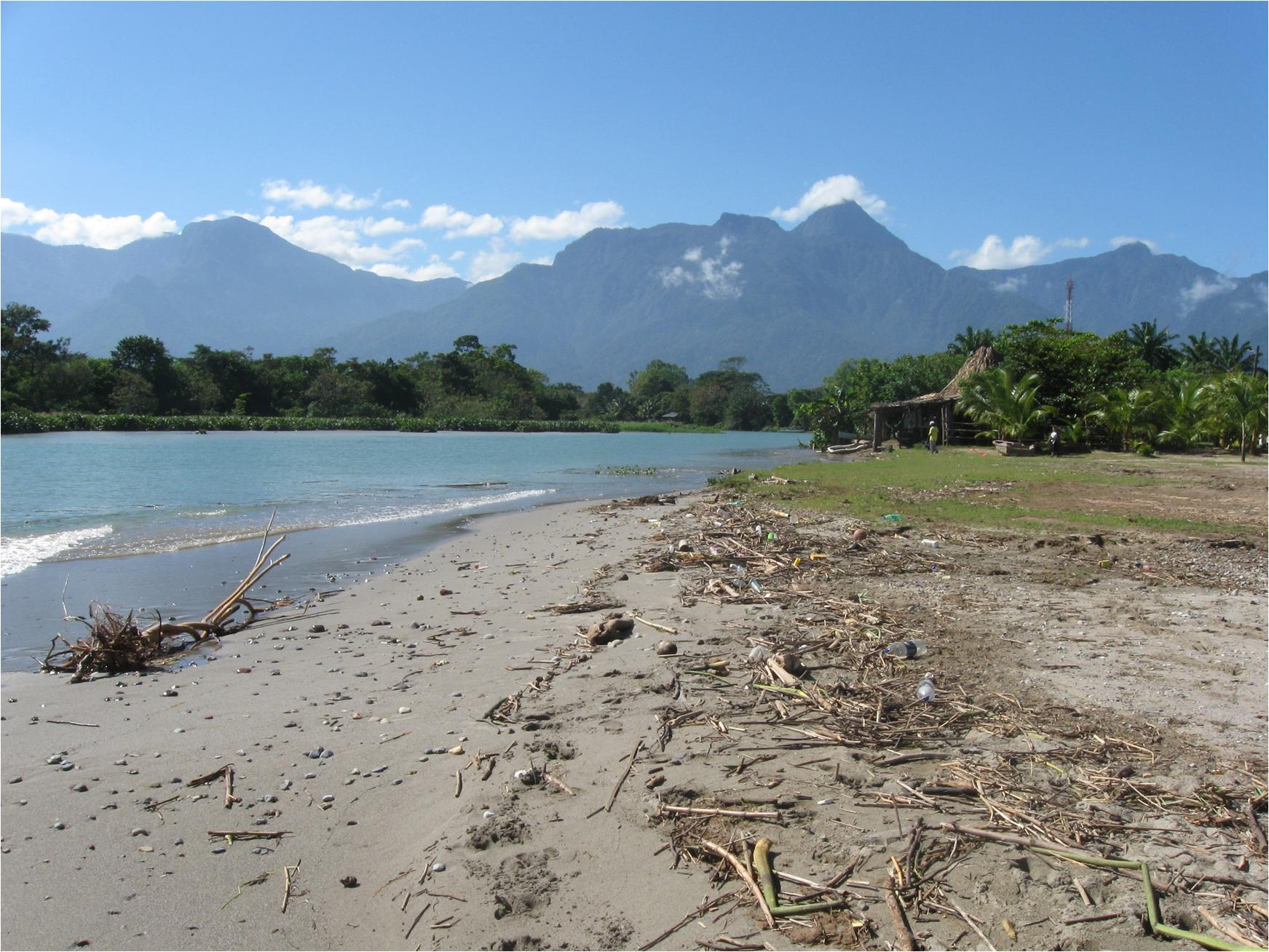
Wybrzeże gminy El Porvenir

Według Narodowego Instytutu Statystycznego Hondurasu na terenie gminy znajdowały się następujące miasteczka i wsie:

- El Porvenir
- Burgos
- Cáceres
- Campo Salado Barra
- Caracas
- Ceiba Mocha
- El Gancho
- El Pino
- La Ruidosa
- La Unión
- López Bonito
- Orotino
- San José de Montevideo

## Demografia
Według danych honduraskiego Narodowego Instytutu Statystycznego na rok 2010 struktura wiekowa i płciowa ludności w gminie przedstawiała się następująco:
| Wiek        | 0–3   | 4–6   | 7–12  | 13–17 | 18–24 | 25–64 | 65+ | razem  |
| El Porvenir | 2 410 | 1 657 | 3 161 | 2 514 | 3 317 | 8 534 | 923 | 22 517 |
| Mężczyźni   | 1 225 | 880   | 1 666 | 1 304 | 1 801 | 4 393 | 454 | 11 723 |
| Kobiety     | 1 185 | 777   | 1 495 | 1 211 | 1 516 | 4 142 | 469 | 10 794 |